# 都島郵便局
都島郵便局（みやこじまゆうびんきょく）は、大阪府大阪市都島区にある郵便局。民営化前の分類では集配普通郵便局であった。

## 概要
住所：〒534-8799 大阪府大阪市都島区高倉町1-6-3

### 併設施設
- ゆうちょ銀行都島店（大阪支店都島出張所）：取扱店番号410300

## 沿革
- 1901年（明治34年）3月 - 北区北森町に大阪郵便電信局天満支局として開局（現在の都島区の一部は当時は北区の一部であったため）。後に大阪天満郵便局と改称[1]。
- 1903年（明治36年）4月1日 - 二等郵便局となる[2]。
- 1945年（昭和20年）6月 - 空襲により15日に貯金保険分室が焼失し26日に本館が破壊されたため、松ヶ枝国民学校に仮移転した[1]。
- 1947年（昭和22年）5月11日 - 都島区高倉町一丁目に移転するとともに、大阪天満郵便局から都島郵便局に改称[1][3]。1943(昭和18)年に成立した都島区の旧北区部分と城東郵便局が所管した旧旭区部分を合わせた双方と旭区が所管となる[1]。
- 1957年（昭和32年）9月1日 - 電話通話および和文電報受付事務の取扱を開始。
- 1958年（昭和33年）12月8日 - 都島区高倉町三丁目から同区高倉町一丁目に移転。
- 1977年（昭和52年）7月11日 - 大阪旭郵便局開局により、旭区分の配達区域が分離される[4]。
- 1990年（平成2年）3月23日 - 花の万博の開催に合わせ、大阪市周辺の主な郵便局40局において、風景印を花をかたどった変形印に変更（当局は都島区の花である桜）。
- 1990年（平成2年）9月10日 - 地上3階地下1階の新局舎完成[1]により仮局舎の都島区友淵町一丁目から同区高倉町一丁目に移転復帰。
- 1998年（平成10年）9月1日 - 外国通貨の両替および旅行小切手の売買に関する業務取扱を開始。
- 2007年（平成19年）10月1日 - 民営化に伴い、併設された郵便事業都島支店、ゆうちょ銀行都島店に一部業務を移管。
- 2012年（平成24年）10月1日 - 日本郵便株式会社発足に伴い、郵便事業都島支店を都島郵便局に統合。
- 2022年（令和4年）4月1日-かんぽサービス部を設置。

## 取扱内容

### 都島郵便局
- 郵便、印紙、ゆうパック、内容証明
- 生命保険、バイク自賠責保険、自動車保険
- 地方公共団体事務（大阪市ごみ処理券の販売、市バス・地下鉄優待乗車証の交付）
- 「534-00xx」区域（大阪市都島区全域）の配達業務[5]
- ゆうゆう窓口

### ゆうちょ銀行都島店
- 貯金、貸付、為替、振替、振込、国際送金、外貨両替、トラベラーズチェック、国債、投資信託、変額年金保険
- ATM

## 風景印
- 図柄は大阪城天守閣と大阪造幣局局舎と銀橋、桜。図枠は桜の花びらを象った変形枠。局名表記は「都島」
- 使用開始日は1990年3月30日

## 周辺
- 大阪拘置所
- 大阪府立都島工業高等学校・大阪市立都島第二工業高等学校

## アクセス
- 地下鉄谷町線 都島駅から徒歩約8分
- 大阪シティバス 高倉町一丁目停留所下車すぐ
- 阪神高速12号守口線 長柄出入口から北東へ約1.5km
- 駐車場あり：6台